# 紅海リゾート -奇跡の救出計画-
『紅海リゾート -奇跡の救出計画-』（こうかいリゾート きせきのきゅうしゅつけいかく、The Red Sea Diving Resort）は、2019年に配信されたアメリカ合衆国とカナダの合作によるスリラー映画。監督はギデオン・ラフ、主演はクリス・エヴァンスが務めた。
本作は1980年代にモサドが行ったモーセ作戦やヨシュア作戦を題材にしているが、かなりの脚色が加えられている。

## ストーリー
1980年代のエチオピアは内戦状態にあり、国民の多くが飢えに苦しみ死の恐怖に怯えていた。ユダヤのカベデ・ビムロはモサドのエージェントであるアリ・レヴィンソンと協力して、同地にいるユダヤ人難民をイスラエルに避難させようとしていた。アリはスーダンの海岸沿いにあるリゾート施設を借り受けて運営し、そこを難民保護活動の拠点にするというアイデアを上層部に提案した。提案があまりにも型破りなものであったため、当初、上層部は難色を示した。しかし、他に良いアイデアがあるわけでもなかったため、アリの提案を実行に移すより外なかった。上層部は複数人のエージェント（レイチェル、ジェイク、マックス、サミー）をスーダンに派遣し、アリの計画を手伝わせることにした。
広報活動に力を入れた甲斐あって、観光客がリゾート施設にやってくるようになった。観光客によるカモフラージュが予想以上に上手く行ったため、アリはリゾート施設を合法かつ堂々と運営することにした。難民たちは観光客を装ってモサドが手配したイスラエル行きの船に乗り込んでいった。作戦はこのままスムーズに進むかに見えたが、スーダン軍のアフマド大佐がビムロの存在を聞き知り、リゾート施設に疑いの目を向けるようになった。それをきっかけに、状況は一気に緊迫することとなった。

## キャスト
※ 括弧内は日本語吹き替え
- アリ・レヴィンソン - クリス・エヴァンス（土田大）
- サミー・ナヴォン - アレッサンドロ・ニヴォラ（櫻井トオル）
- レイチェル・ライター - ヘイリー・ベネット（長尾明希）
- アブデル・アフマド大佐 - クリス・チョーク（菊池通武）
- カベデ・ビムロ - マイケル・ケネス・ウィリアムズ（松山鷹志）
- イーサン・レヴィン - ベン・キングズレー（塾一久）
- ウォルトン・ボーウェン - グレッグ・キニア（各務立基）
- ジェイク - ミヒウ・ハウスマン（志村知幸）
- マックス・ローズ - アレックス・ハッセル（モアイ岩下）
- サラ・レヴィンソン - アローナ・タル（木村香央里）
- バラック・アイザックス - マイク・イヴァニール（木下浩之）
- ウェイス - ダニー・キーオ（蓮岳大）
- マディッボ - ザボ・ボパペ（佐久間元輝）
- ゲネット - アヴィヴァ・ネグセ（内海安希子）

日本語版スタッフ
- 字幕翻訳：天野優未
- 吹き替え翻訳：尾形由美
- 演出：日向泰祐
- 録音・調整：荒井孝
- 制作：(株)東北新社

## 製作
2015年8月27日、フォックス・サーチライト・ピクチャーズが本作の配給権を獲得したと報じられた。その際、タイトルは『Operation Brothers』となっていた。2017年3月20日、本作のタイトルが『The Red Sea Diving Resort』に変更され、クリス・エヴァンスとヘイリー・ベネットが起用される見込みだとの報道があった。4月、マイケル・K・ウィリアムズの出演が決まった。5月、グレッグ・キニア、アレッサンドロ・ニヴォラ、ベン・キングズレーがキャスト入りした。6月12日、クリス・チョークが本作に出演するとの報道があった。22日、本作の主要撮影が南アフリカ共和国とナミビアで始まった。

## 公開・マーケティング
2017年10月26日、STXインターナショナルが本作の全世界配給権を購入したと報じられた。2019年2月15日、Netflixが本作の配信権を買い取ったとの報道があった。7月16日、本作のオフィシャル・トレイラーが公開された。28日、本作はサンフランシスコ・ユダヤ映画祭でクロージング作品としてプレミア上映された。

## 評価
本作に対する批評家からの評価は芳しいものではない。映画批評集積サイトのRotten Tomatoesには37件のレビューがあり、批評家支持率は32%、平均点は10点満点で4.75点となっている。サイト側による批評家の見解の要約は「『紅海リゾート -奇跡の救出計画-』は実話であることの重みを十分に活かせておらず、登場人物たちは薄っぺらい。同作は良心的な作品であるが、それ故にストーリーの軸がぶれてしまっている。」となっている。また、Metacriticには7件のレビューがあり、加重平均値は29/100となっている。